# Phumosia emimelania
Phumosia emimelania este o specie de muște din genul Phumosia, familia Calliphoridae. A fost descrisă pentru prima dată de Camillo Rondani în anul 1875. Conform Catalogue of Life specia Phumosia emimelania nu are subspecii cunoscute.